# Maryam Korkor
Maryam Korkor ou Debre Maryam Korkor (parfois orthographié Qorqor) est une église située dans le Tigré, en Éthiopie, dans la chaîne du Gheralta, à proximité de Wukro. C'est l'une des plus grandes églises rupestres de la région. Elle se situe à quelques centaines de mètres d'un autre édifice religieux, Daniel Korkor. 
Ses fresques, qui remontent peut-être au XIIe ou au XIIIe siècle, pourraient être parmi les plus anciennes identifiées à ce jour en Éthiopie. On peut notamment y observer un Christ en majesté, Marie enceinte de Jésus (représenté adulte), Adam et Ève, et de nombreuses représentations d'animaux. 
Un manuscrit de la Vie et des miracles de Daniel de Korkor y est conservé. Une première édition scientifique de ce texte a été publiée en 2014. 